# Fèrebrianges
Fèrebrianges je francouzská obec v departementu Marne v regionu Grand Est. Žije zde 136 obyvatel.

## Geografie

### Sousední obce
| Růžice kompasu |              | Étoges |             | Růžice kompasu |
| Růžice kompasu | Sever        |        |             | Růžice kompasu |
| Růžice kompasu | Fèrebrianges |        |             | Růžice kompasu |
| Růžice kompasu | Jih          |        |             | Růžice kompasu |
| Růžice kompasu | Congy        |        | Vert-Toulon | Růžice kompasu |